# Ерек Манкунк
Монастырь Ерек Манкунк или Монастырь Ериц Манканц (арм. Երից Մանկանց Վանք) (Монастырь трёх отроков) — армянский монастырь XVII века, расположенный в Агдеринском районе Азербайджана. Согласно административно-территориальному делению непризнанной Нагорно-Карабахской Республики, контролировавшей монастырь до 2023 года, был расположен в Мартакертском районе НКР. Монастырь находится в 7 километрах от Джраберда.
Монастырь, построенный около 1691 года, является выдающимся образцом архитектуры Арцаха периода позднего средневековья, которая в XVII веке переживала расцвет после периода упадка в XIV—XVI вв.

## Архитектурный ансамбль

Схема строений монастыря

## История
Монастырь Ерек Манкунк был построен при владетелях Джраберда, семье князей Мелик-Исраелян, конкурировавших с владетелями Хачена — семьёй Гасан-Джалалян, покровительствовавших монастырю и патриаршему престолу в Гандзасаре.

## Галерея

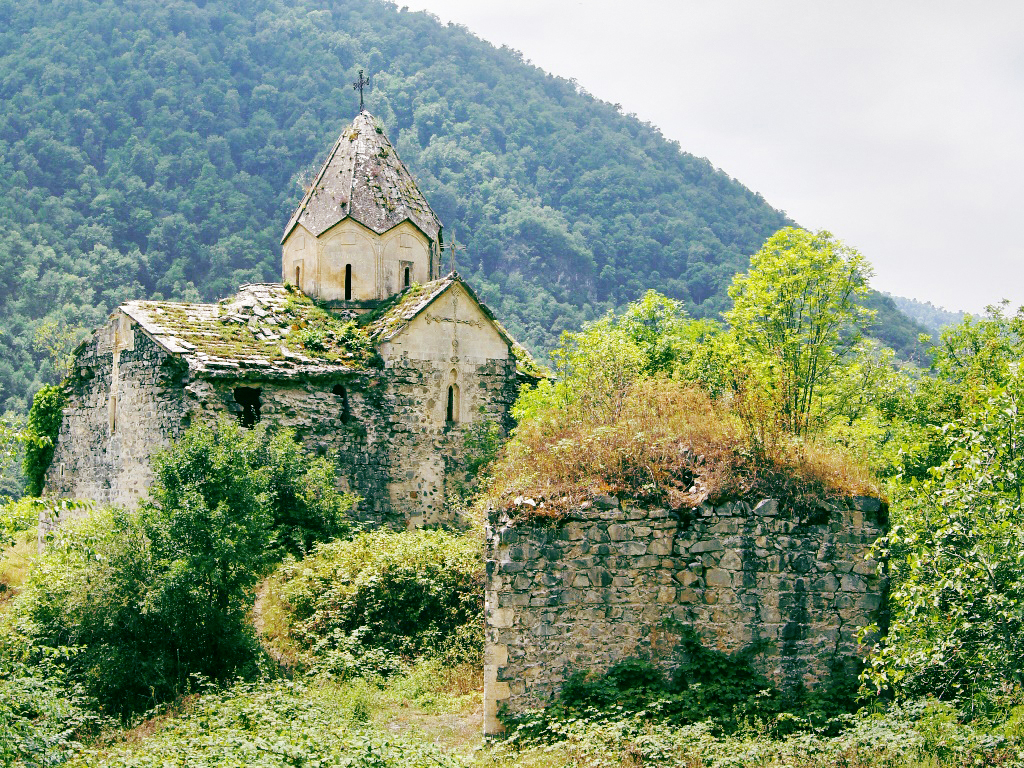
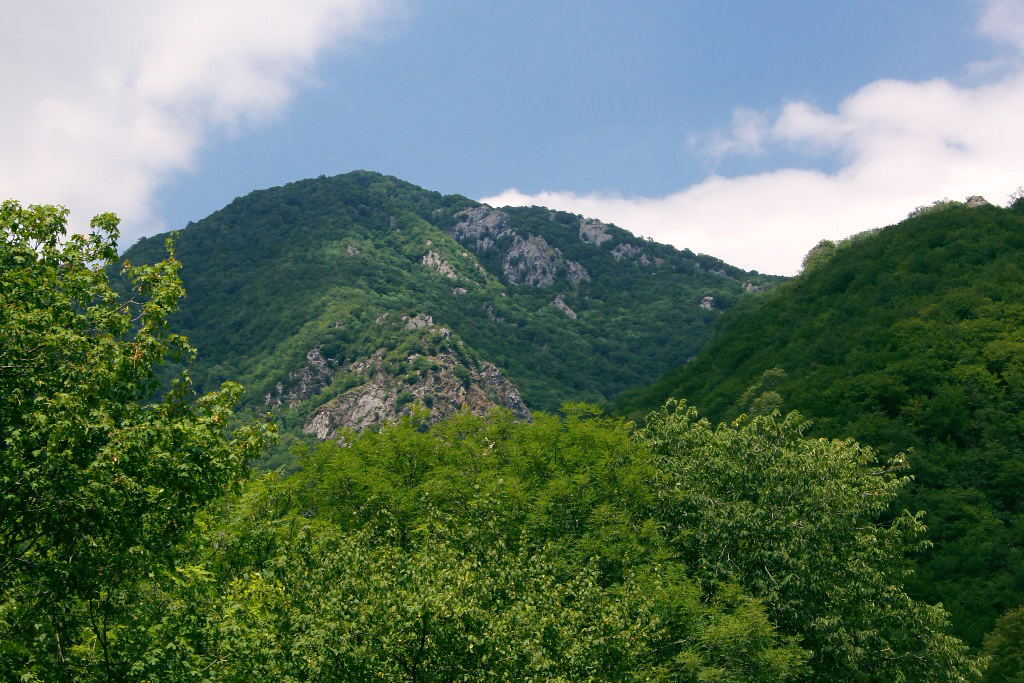
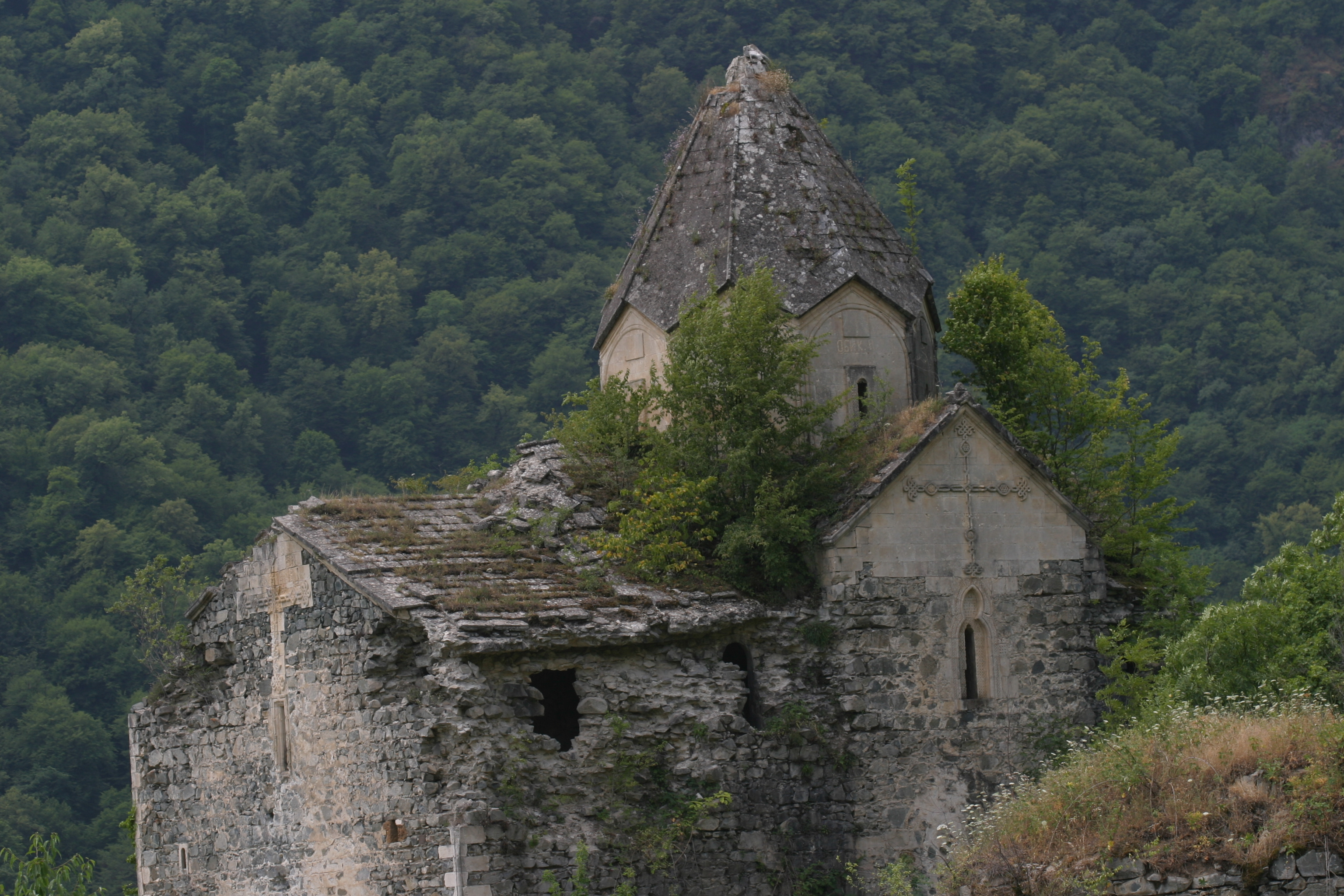
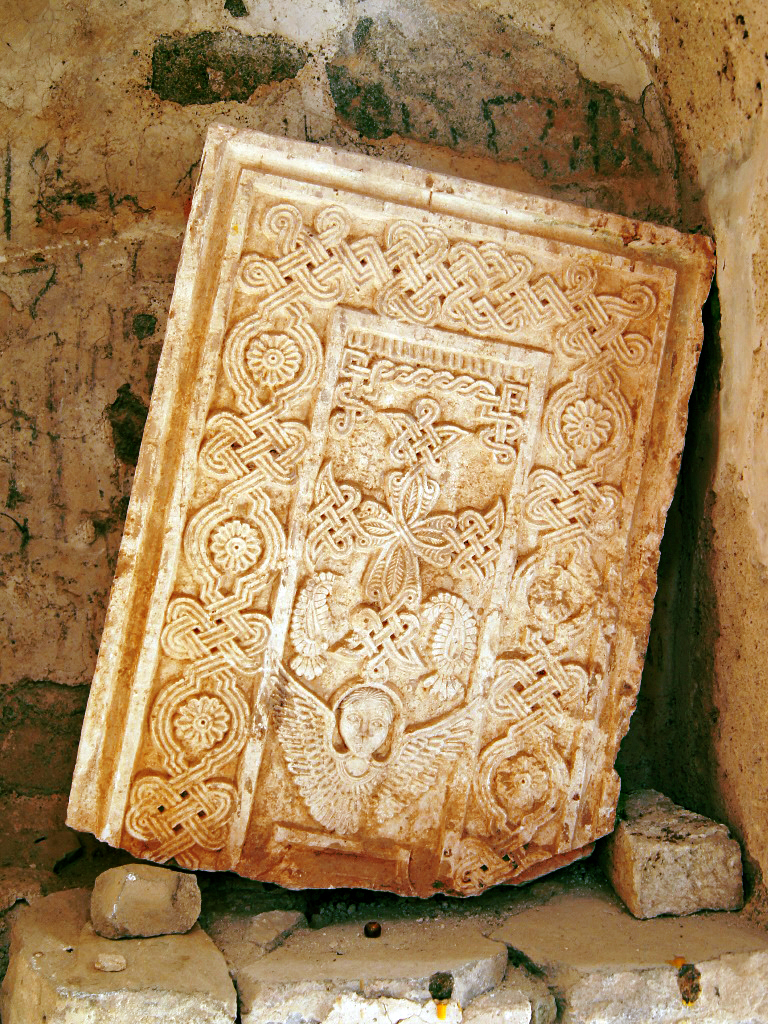
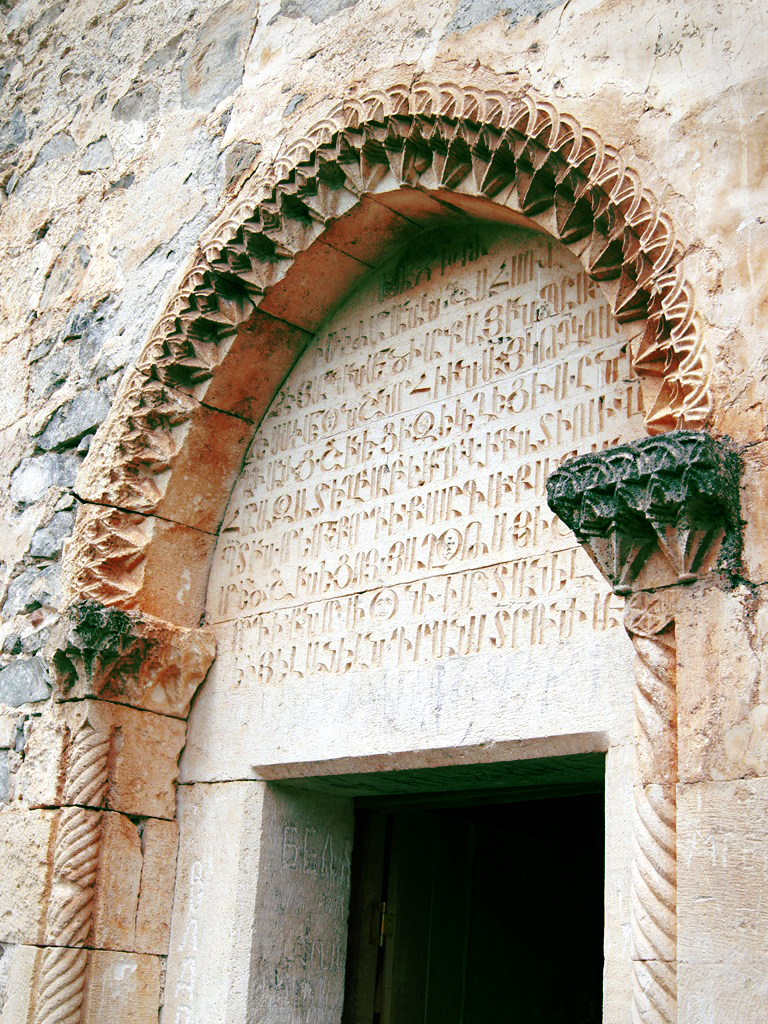
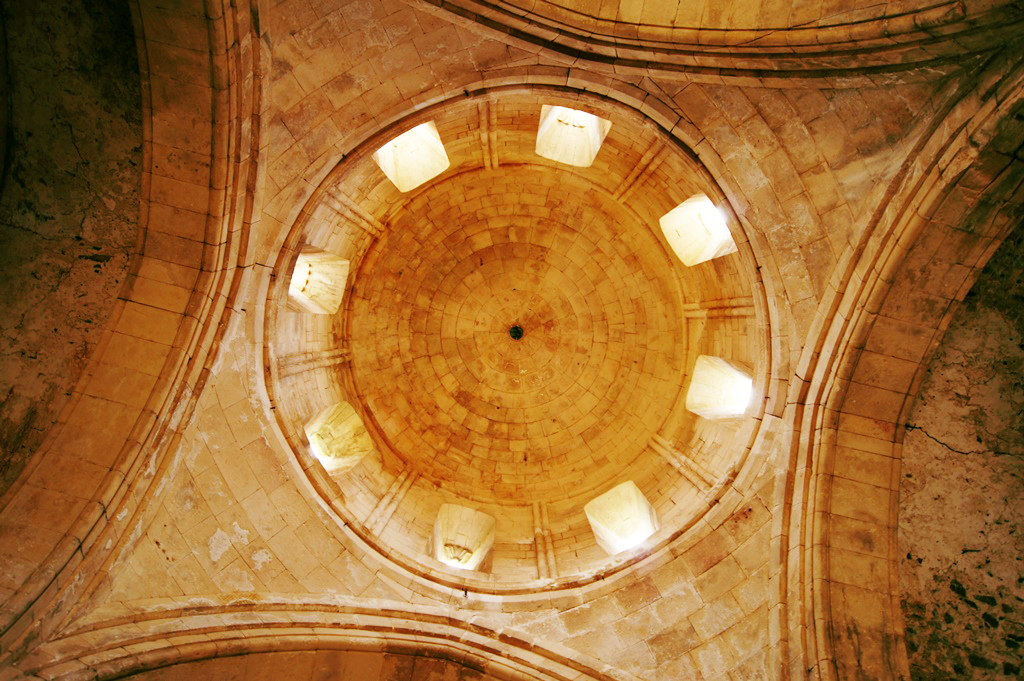
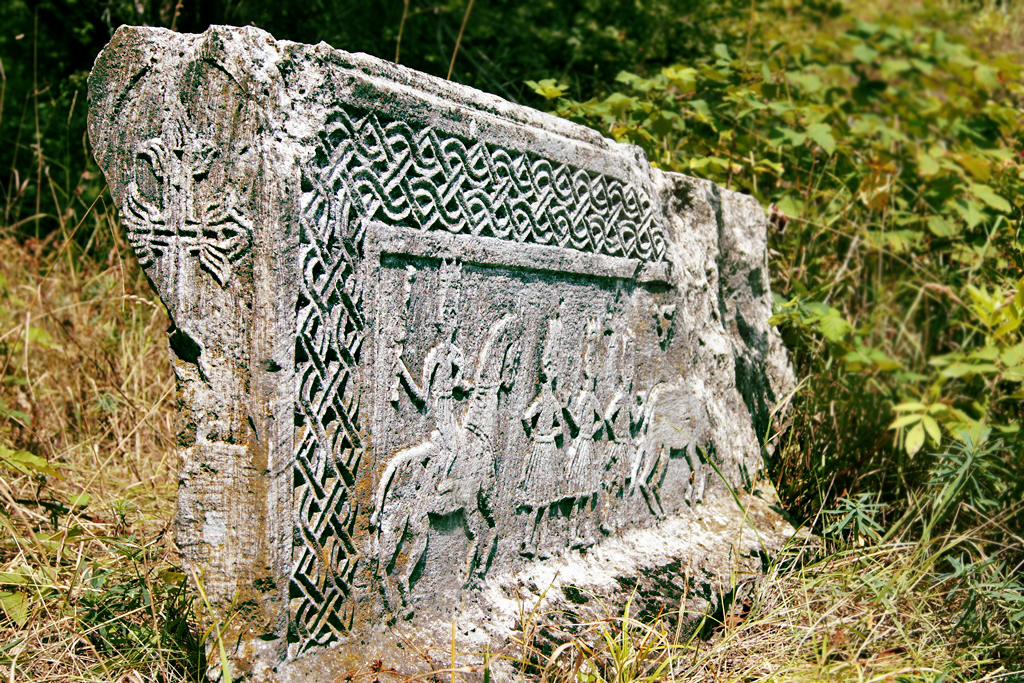